# Alexandra (Nuova Zelanda)
Alexandra è una città situata nell'Otago centrale sull'Isola del Sud della Nuova Zelanda.

## Geografia fisica
Alexandra è situata sulle rive del fiume Clutha alla confluenza di quest'ultimo col fiume Manuherikia a circa 121 chilometri a nord-ovest di Dunedin.